# Ardeola
Ardeola este un gen de păsări pelecaniforme din familia stârcilor (Ardeidae). Sunt păsări cu o lungime de 40-50 cm și o anvergură a aripilor de 80-100 cm. Denumirea științifică provine din latinescul ardeola, un diminutiv de la ardea „stârc”. Se hrănesc cu insecte, pești și amfibieni și se întâlnesc adesea pe iazuri mici.

## Lista speciilor
Conform clasificării de referință (versiunea 14.1, 2024)1 a Uniunii Internaționale a Ornitologilor, există 6 specii în genul Ardeola (ordinul filogenic):
- Ardeola rufiventris (Sundevall, 1850)
- Ardeola ralloides (Scopoli, 1769) – stârc galben
- Ardeola idae (Hartlaub, 1860)
- Ardeola grayii (Sykes, 1832) – stârc galben indian
- Ardeola bacchus (Bonaparte, 1855)
- Ardeola speciosa (Horsfield, 1821)